# Szymon Górski
Szymon Górski, lit. Simonas Gorskis (ur. 1817 w Surażu na Grodzieńszczyźnie, zm. po 1885 w Kownie) – litewski inżynier architekt tworzący w Kownie i na Kowieńszczyźnie.
Urodził się w rodzinie szlacheckiej na ziemi grodzieńskiej. Ukończył gimnazjum w Białymstoku, później podjął pracę w tamtejszym magistracie jako członek komisji budownictwa i transportu. Po przeprowadzce do Kowna projektował budowle użytkowe i sakralne na terenie miasta: w 1865 roku według jego projektu zbudowano tzw. synagogę Hausmana przy ul. Maironio. W 1870 roku zaprojektował szpital żydowski w Kownie, później sąd okręgowy (1876, Prospiekt Nikołajewski, obecnie aleja Laisves 103) i prywatną kamienicę Paszoldta przy Prospekcie Nikołajewskim (Laisves 37). W 1879 roku zbudował dom G. Frumkina w kowieńskiej dzielnicy żydowskiej (Maironio 22). W 1883 roku według jego projektu powstała drewniana restauracja w kowieńskim parku miejskim.